# 대한민국 헌법 제97조
대한민국 헌법 제97조는 대한민국 헌법의 조항이다.

## 조항
국가의 세입,세출의 결산,국가 및 법률이 정한 단체의 회계검사와 행정기관 및 공무원의 직무에 관한 감찰을 하기 위하여 대통령 소속하에 감사원을 둔다.